# Vladislav Vančura

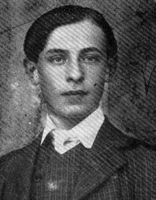
Vladislav Vančura

Vladislav Vančura (geboren 23. Juni 1891 in Háj ve Slezsku, bei Troppau, Österreich-Ungarn; gestorben 1. Juni 1942 in Prag-Kobylisy) war ein tschechischer Schriftsteller, Dramatiker, Filmregisseur und Arzt.

## Leben

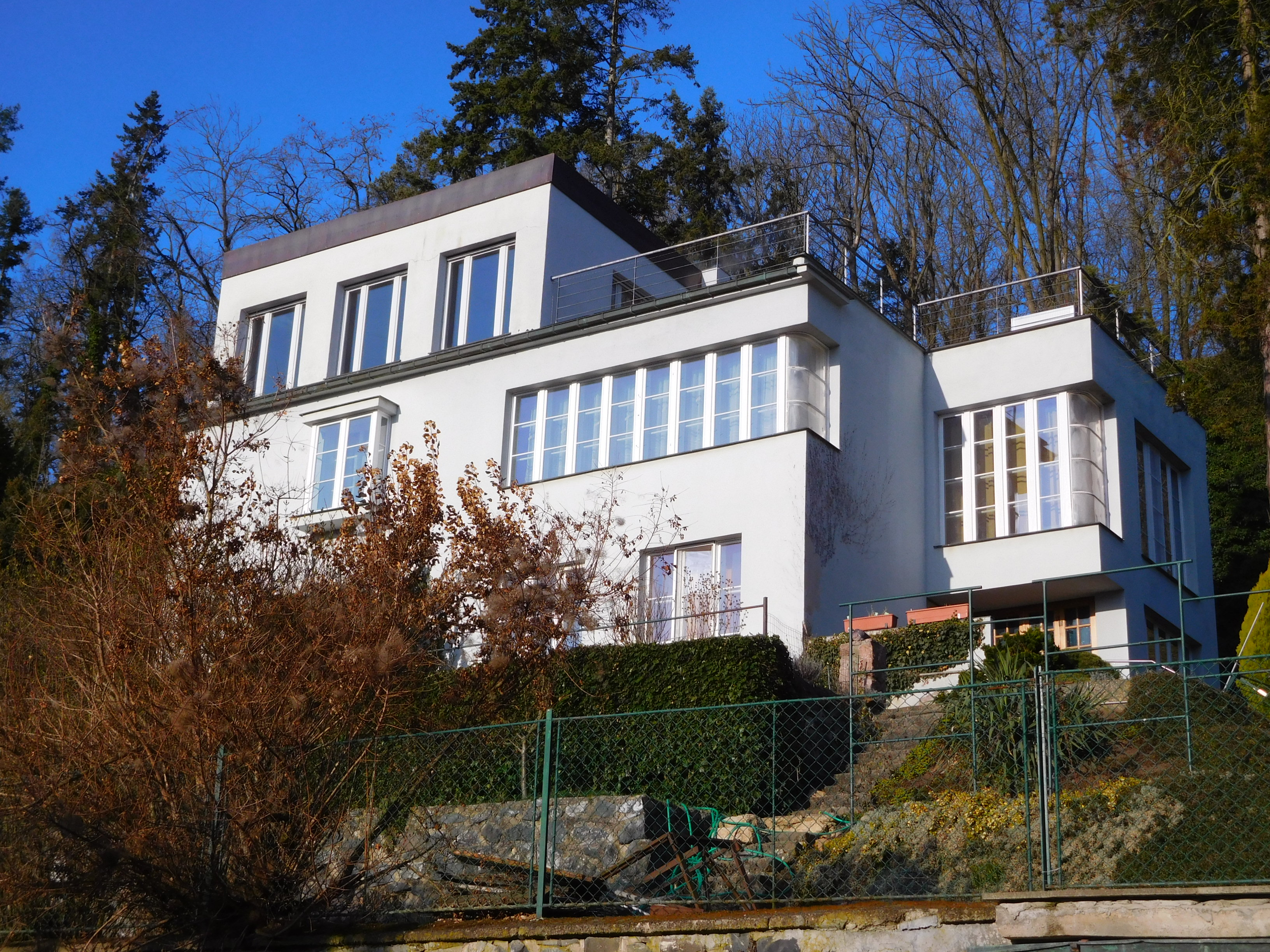
1926–1929 von Jaromír Krejcar erbaute Villa in Prag-Zbraslav

Vančura, der 1919 seine ersten Veröffentlichungen in Zeitschriften unterbrachte, war seit 1920 Mitglied der Künstlervereinigung Devětsil und Vertreter des Poetismus. Der Höhepunkt von Vančuras literarischem Schaffen ist das dreiteilige Werk „Obrazy z dějin národa českého“ („Bilder aus der Geschichte des tschechischen Volkes“), in dem die tschechische Geschichte bis zu den letzten Přemysliden bearbeitet ist. Vladislav Vančura war ein Cousin von Antonín Vančura, besser bekannt als Brünner Schriftsteller, Dramatiker, Dichter, Journalist und Bibliothekar Jiří Mahen (1882–1939).

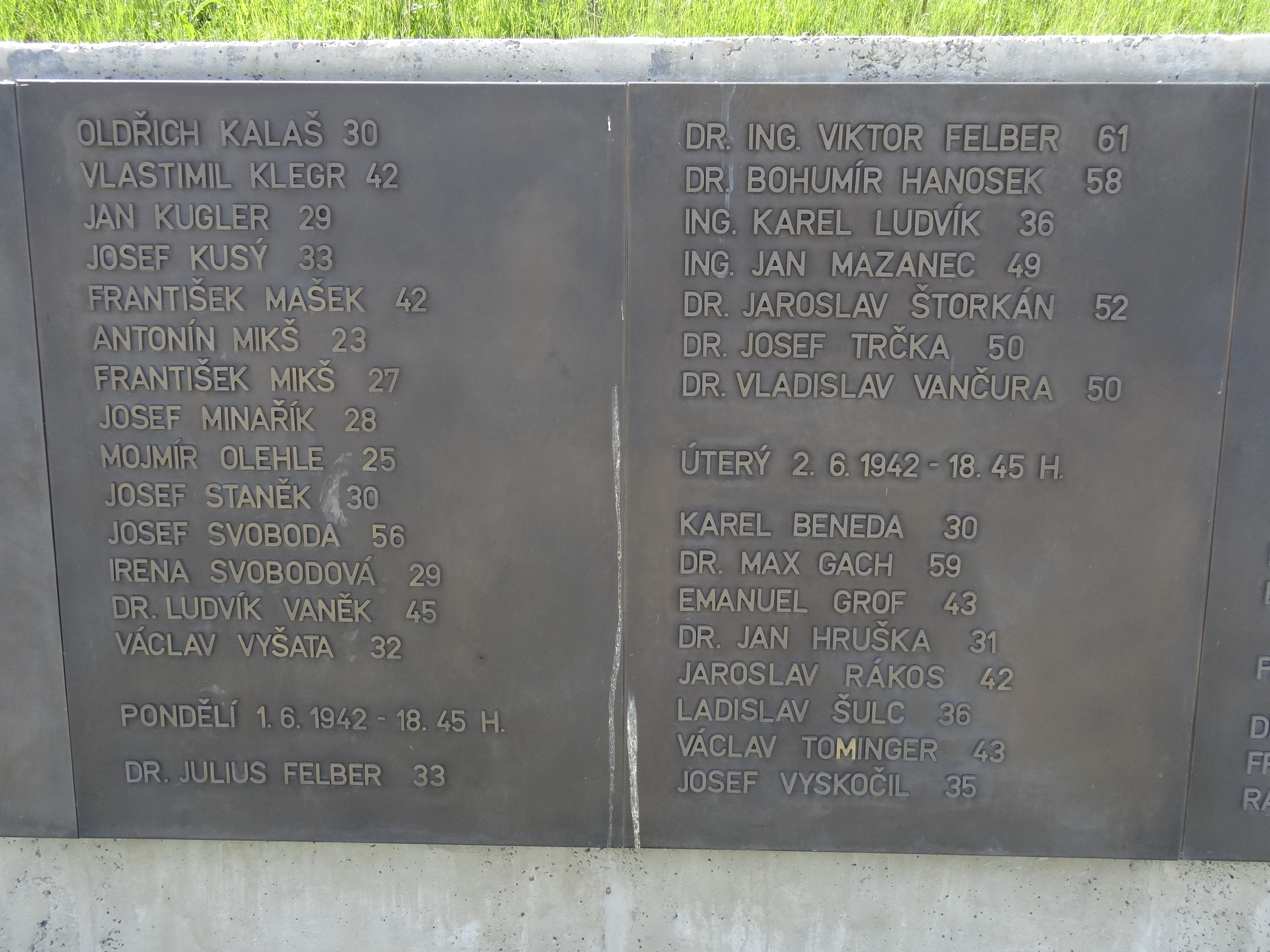
Vančuras Name auf der Gedenktafel am Schießplatz Kobylisy

Vančura war Mitglied der kommunistischen Partei. Als Unterzeichner des kritischen Manifests der Sieben wurde er jedoch im März 1929 aus der Partei ausgeschlossen; er war auch Mitglied der Avantgarde-Gruppierung Levá fronta (Linke front). Während des Zweiten Weltkrieges engagierte er sich gegen die deutsche Besatzung. Deswegen wurde er am 12. Mai 1942 in seinem Haus in Zbraslav verhaftet und im Zuge der Repressionen nach dem Heydrich-Attentat von der Gestapo auf dem Prager Schießplatz Kobylisy erschossen. Seine Leiche wurde im Krematorium Strašnice auf dem Vinohrady-Friedhof verbrannt, die Asche anonym auf dem Friedhofsgelände vergraben.

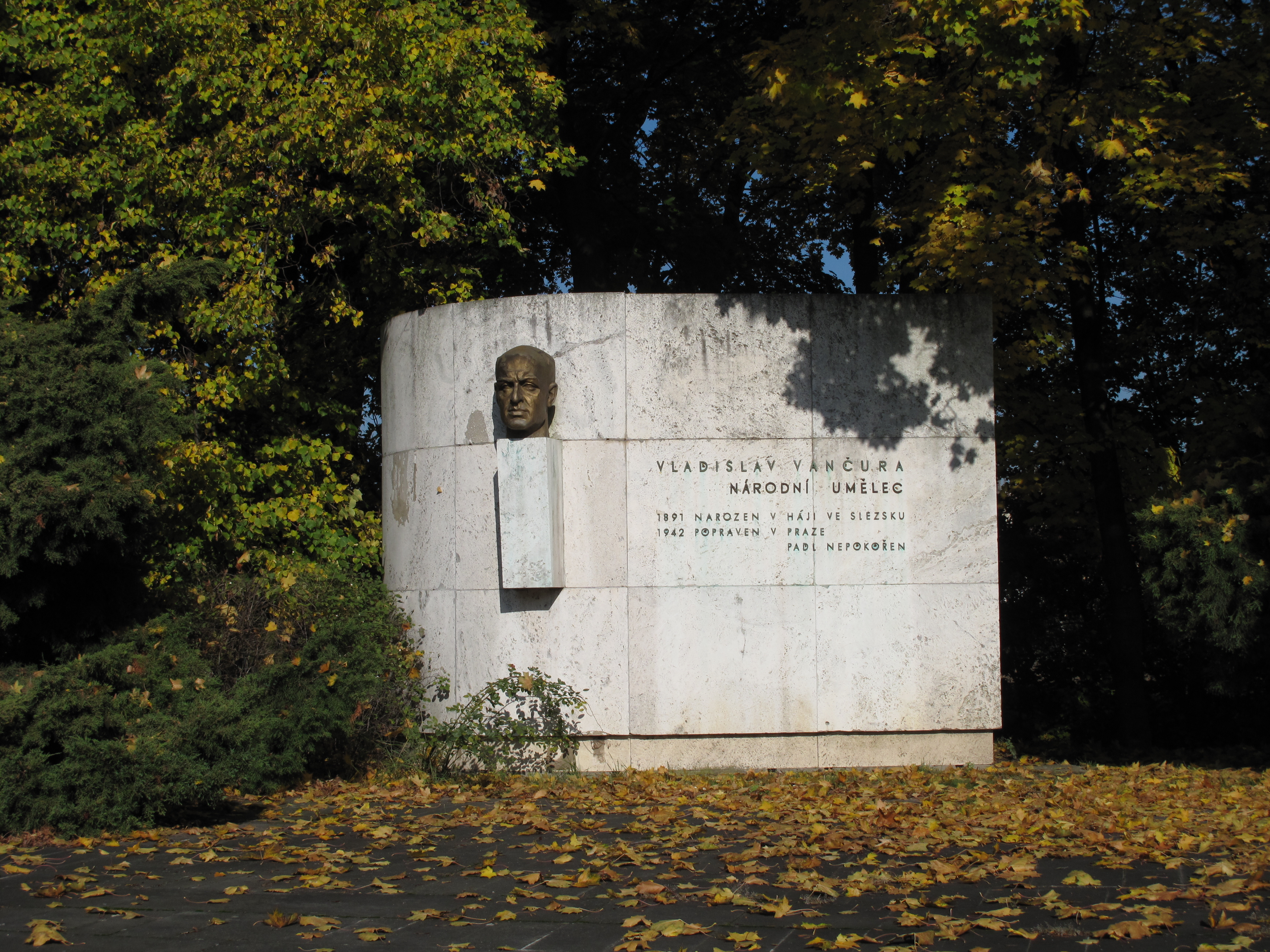
Denkmal in seinem Heimatort Háj ve Slezsku

Für sein Lebenswerk erhielt er in memoriam den Titel „Nationalkünstler“ und post mortem wurden ihm auch vom Präsidenten der Orden des Weißen Löwen „Für den Sieg“ und das Tschechoslowakische Kriegskreuz 1939 erteilt. In seinem Geburtsort Háj ve Slezsku steht Vančuras Denkmal aus der Werkstatt des Architekten Jindřich Czeniek. Vančura wurde im Jahr 1995 Ehrenbürger der Gemeinde.
Vančura war der Vater der Schriftstellerin Alena Santarová (1923–1967), die mit dem Regisseur und Drehbuchautor Bořivoj Zeman (1912–1991) sowie dem Architekten Jindřich Santar (1923–2012) verheiratet war.

## Werke (Auswahl)
- Pekař Jan Marhoul. Družstevní Práce, Prag, 1924
  - Der Bäcker Jan Marhoul. Aus dem Tschechischen von Julius Mader. Illustrationen: Toyen, Typographie und Einbandentwurf: Ladislav Sutnar. Družstvení Práce, Prag 1937.
  - Der Bäcker Jan Marhoul (Deutsche Übertragung von Peter Pont). Mit einem Nachwort von Willy Haas. Bibliothek Suhrkamp Bd. 576, Suhrkamp Verlag 1978.
  - Der Bäcker Jan Marhoul. Roman (= Tschechische Bibliothek). Aus dem Tschechischen von Peter Pont, mit Erinnerungen an Vladislav Vančura von Jaroslav Seifert und einem Nachwort von Eckhard Thiele. DVA, München 2000, ISBN 3-421-05237-9.
- Pole orná a válečná. Družstevní Práce, Prag, 1925
  - Felder und Schlachtfelder. Übersetzung Kristina Kallert. Nachwort Jiřý Holý. Arco, Wuppertal 2017, ISBN 978-3-938375-70-9
- Rozmarné léto. Odeon, Prag, 1926
  - Launischer Sommer. Übersetzt von Gustav Just, illustriert von Horst Bartsch. Rütten & Loening, Berlin 1971.
- Markéta Lazarová. 1931
  - Die Räuberbraut Margarete Lazar. 1937.
  - Räuberballade. 1962.
  - Marketa und Miklas. 1966.
- Kubula a Kuba Kubikula (Kinderbuch). 1931
  - Peterpetz und Peter Petermichel. Übersetzt von Eva Švorčíková, illustriert Zdeněk Miler. Atria, Prag 1963.
  - Kubula und Kuba Kubikula. Illustriert von Jan Jedlička, deutsch von Jitka Bodláková. Sauerländer, Aarau/Frankfurt am Main 1971.
- Konec starých časů, Prag, 1934
  - Das Ende der alten Zeiten. Roman. übersetzt von Julius Mader und Peter Künzel, illustriert von Archibald Bajorat. Bruno Cassierer, Berlin, 1935 // Volksbuchverlag (Lizenz von der Büchergilde Gutenburg), Wien, 1965

## Filmografie
Literarische Vorlage (Auswahl)
- 1967: Marketa Lazarová (Marketa Lazarová, Regie: František Vláčil).
- 1968: Ein launischer Sommer (Rozmarné léto, Regie: Jiří Menzel).
- 1970: Drei schwache Stunden (Luk královny dorotky)
- 1989: Ende der alten Zeiten (Konec starých časů)

Regie
- 1932: Vor der Matura (Před maturitou), zusammen mit Svatopluk Innemann
- 1934: Marijka, die Untreue (Marijka nevěrnice)